# Оберстенфельд
Оберстенфельд (нім. Oberstenfeld) — громада в Німеччині, знаходиться в землі Баден-Вюртемберг. Підпорядковується адміністративному округу Штутгарт. Входить до складу району Людвігсбург.
Площа — 21,10 км2. Населення становить 7893 ос. (станом на 31 грудня 2020).